# 잔 다르크의 수난
《잔 다르크의 수난》(La Passion de Jeanne d'Arc)은 1928년에 만들어진 프랑스의 무성영화이자 흑백영화이다. 이 영화는 잔 다르크의 실제 재판 문서 기록을 바탕으로 만들어졌다. 영화는 칼 테오도르 드레이어가 감독했으며 영화배우 마리아 팔코네티의 주연으로 유명한데, 영화 역사에서도 그 작품성은 길이 남을 정도의 것으로 평가받는다. 영화는 잔 다르크가 영국에서 받은 재판을 압축한 형태로, 그녀가 받은 재판과 투옥, 고문, 사형을 다루고 있다.

## 줄거리
영화는 잔 다르크가 심판을 받는 장면으로 시작한다. 이 심판은 정치적인 함정이다. 잔 다르크를 심판하려 하는 자들은 그리스도교 정통파의 신학자들이지만 그녀가 주장을 철회하도록 유도하며, 그녀에게 남자 옷을 입은 죄를 추궁한다. 또한 그들은 맹렬하게 잔 다르크에게 의심의 눈초리를 던지면서 신으로부터 부름을 받았다는 그녀 자신의 믿음을 흔들어 놓는다. 몇 명의 성직자들은 그녀를 향해 성녀라 부르며 도우려 하지만 그들을 제외한 나머지 자들은 그녀를 함정에 빠지게 하기 위해 갖은 애를 쓴다. 심판자들은 글을 읽지 못하는 잔 다르크에게 국왕에서부터 편지가 왔다고 믿게 하며, 편지를 들고 온 자에게 진실을 말하라고 종용한다. 그러나 이 앙큼한 시도는 실패하고, 심판자들은 그 다음에 그녀를 고문실로 데려간다. 고문실에서 그녀는 두려움에 떨게 되지만 자신이 사탄이 아니라 자신을 괴롭히는 심판자들이야말로 사탄이라고 외치며 자신의 신념을 굽히지 않는다. 그녀는 결국 심판자들에게 죄를 인정하고 사형에서 사면되는 듯 하지만, 자신의 마음 안에서 그것이 잘못되었음을 말하는 소리를 거절하지 못하고 주장을 번복한다. 화형당하는 잔 다르크를 보며 사람들은 성녀를 죽였으니 벌을 받을 거라고 이야기한다. 그러한 사람들을 군인들이 무자비하게 처벌하는 장면과 함께 영화는 끝이 난다.

## 출연
- 마리아 팔코네티가 성녀 잔 다르크 역할을 함
- 유진 실베인이 주교 프랑스어: Évêque Pierre Cauchon 역할을 함
- 앙드레 벨리가 쟝 프랑스어: Jean d'Estivet 역할을 함
- 모리스 슈츠가 니콜라스 프랑스어: Nicolas Loyseleur 역할을 함
- 앙토냉 아르토가 쟝 마사이유 프랑스어: Jean Massieu 역할을 함. 앙토냉 아르토의 경우 프랑스의 유명 시인이다. 이 영화에서 몇 안 되는, 잔 다르크를 돕는 성직자 중 한 명으로 등장한다.
- 장 디드가 니콜라스 프랑스어: Nicolas de Houppeville 역할을 함
- 미켈 시몬이 심판관 역할을 함. 미켈 시몬의 경우 익사에서 구조된 부뒤와 라탈랑트로 유명하지만, 영화에서는 극히 몇 부분에서만 모습을 드러냈다.

## 제작

### 배경과 각본
덴마크에서 집안의 주인 덴마크어: Du skal ære din hustru이 크게 성공한 이후, 칼 드레이어 감독은 소시에터 제너랄의 요청으로 프랑스에서 영화를 만들게 된다. 그는 마리 앙투아네트나 카트린느 드 메디치, 아니면 잔 다르크 이 셋 중 하나를 가지고 영화를 만들기 위해 고심하게 된다. 드레이어 감독은 훗날 이 중 무엇을 가지고 만들지 결정할 때, 구상이 큰 역할을 했다고 말했다. 잔 다르크는 제1차 세계대전 이후의 프랑스에서 화제의 인물이었는데 1920년에 로마 가톨릭교회에 의하여 성녀로 시성받았기 때문이다. 잔 다르크는 당시 프랑스에서 수호 성인으로 받아들여졌다. 드레이어 감독은 일 년 반동안 영화를 위해 잔 다르크에 대한 정보를 모으는데 힘 썼으며, 각본은 프랑스에서 보관 중인 잔 다르크의 심판 기록을 배경으로 하였다. 이 과정에서 영화 안에서는 18개월 동안 이루어진 29개의 심문들이 압축된 형태로 나타나게 되었다. 심판기록은 1921년에 피에르 셩피옹 프랑스어: Pierre Champion이라는 편집자에 의해서 출간되었으며 이 출간물이 드레이어의 각본의 주요한 기본을 이룬다. 조시프 델테일이 잔 다르크에 관해 1925년에 쓴 책은 영화 제작을 위하여 판본이 구입되었다. 하지만 완성본에서 델테일의 책만이 반영된 것은 아니었으나, 델테일의 책은 중요한 제공처로 인정받아 영화의 초반에 자막으로 언급된다.

### 미술
영화는 당시 유럽 역사상 가장 비싼 세트 위에서 촬영되었다. 드레이어 감독은 칠백만 프랑이라는 막대한 예산을 배당받았다. 그는 루앙 성을 묘사하기 위해 거대한 8각형의 콘크리트 세트장을 지었다. 유명한 미술 감독이자 무대 디자이너인 허르만 웜 독일어: Hermann Warm이 제작에 참여했는데, 허르만은 1919년 작 칼리가리 박사의 밀실, 1919년 작 거미, 1921년 작 귀신 들린 성, 1922년 작 유령, 1928년 작 잔 다르크의 수난, 1932년 작 뱀파이어에 미술 감독으로서 참여한 경력이 있다. 마찬가지로 알려진 프랑스 예술가인 쟝 위고 프랑스어: Jean Hugo 역시 미술 감독으로서 '잔 다르크의 수난'에 참여하였다. 이 두 감독들은 그들의 영화 디자인에 중세 미니어처로부터 영감을 얻었으며 잔 다르크의 심리적 상황을 부가하기 위해 독특한 앵글들을 도입하였다. 그들은 또한 건축학적으로 정확한 구상을 얻기 위해 존 맨더빌 영어: John Mandeville의 책과 같은 중세 기록들을 참고하였다. 거대한 세트장은 분할된 세트장으로 만들어진 것이 아니라 하나의 연결되고 완성된 건축물로 지어졌다. 성은 가장자리를 따라 세워진 콘크리트 벽의 네 모서리들 안에 탑들이 있는 구조였다. 각 벽은 10 센티미터를 유지하여 배우들과 스태프들, 장비들의 무게를 지탱할 수 있었고, 도개교 역시 벽들 중 한 곳에 설치되었다. 화형이 이루어진 뜰과 대성당이 있던 벽 안에는 작은 집들이 있었다. 전체 세트장은 분홍색으로 칠해졌는데 흑백영화에서 이 분홍색이 회색으로 보일 뿐 아니라 하얀 하늘과 대조를 이루기 때문이었다. 그러나 세트장에 부은 이 모든 세세한 노력들은 영화 안에서 굉장히 부분적으로만 드러났다. 그렇기에 뒷날 영화 제작자들은 세트장에 돈이 엄청나게 들어간 것에 대해 분노했다. 이 영화 세트장을 위해 허르만 웜이 만든 원본들이 현재 덴마크 영화 연구소의 자료원영어: Danish Film Institue Archives에 보관되어 있다.

### 촬영
잔 다르크의 수난을 유명하게 만든 촬영 기법은 카메라 워크, 그리고 배우들의 얼굴을 클로즈업하는 것이었다. 배우들의 얼굴을 미세하게 바라보는 카메라의 시선으로 하여금 관객들은 배우들의 감정과 표정을 자세하게 볼 수 있었다. 드레이어 감독은 배우들에게 분장을 하지 말 것을 지시하였다. 그가 의도한 것은 배우들이 풀어내는 이야기를 더 잘 묘사하기 위함이었다. 그는 신부들과 잔 다르크의 심문자들을 하이 콘트라스트로 찍었지만 잔 다르크는 부드럽고 밝은 조명으로 찍었다. 루돌프 마테의 하이 콘트라스트 촬영기법은 인물들의 얼굴에 존재하는 잔주름들과 살결을 그로테스크할 정도의 디테일로 표현하는 데 성공하였다. 또한 드레이어 감독은 로우 앵글 숏을 이용하여 잔 다르크의 심문자들을 표현하였는데 이는 그들을 위협적이고 흉물스럽게 보이는 데 일조하였다.

### 연기
마리아 팔코네티는 이 영화를 통해 영화 역사상 최고의 아이콘적 지위를 획득했음에도 불구하고, 이 영화가 두 번째이자 마지막 영화였다. 그녀는 영화보다 연극을 선택했으며 영화에 대한 긍정적인 반응을 죽을 때까지 이해하지 못했다. 드레이어 감독은 팔코네티를 보기 위해 빅토르 마르그리트가 쓴 소설인 가르손느의 희극 뒷무대를 찾았다. 드레이어 감독은 그녀에게 처음에는 감명을 받지 못했지만 그녀를 보러 간 다음 날, 그녀에게서 무언가 꺼내질 수 있는 것이 잠재한다는 것을 느꼈다. 그것은 "분장과 현대적인 생김새, 몸가짐 뒤에 존재하는 무언가"였다. 그는 다음 날 그녀에게 스크린 테스트를 할 것을 요청했는데 조건은 분장 없이였다. 드레이어 감독은 "나는 마리아 팔코네티에게서 내가 잔 다르크한테 원하는 것을 정확히 발견할 수 있었다. 시골소녀이지만 매우 진지하고, 동시에 여인의 고통을 품고 있는 것 말이다." 드레이어 감독은 팔코네티에게 영화와 그녀의 역할에 대해 자세하게 설명했다. 팔코네티는 영화에 출연하기로 결정했지만, 머리를 자르거나 분장을 하지 않는 일이 없기만을 남몰래 바랐다고 한다.

## 같이 보기
- 역대 최고의 영화 목록